# Ножницы (снаряд)

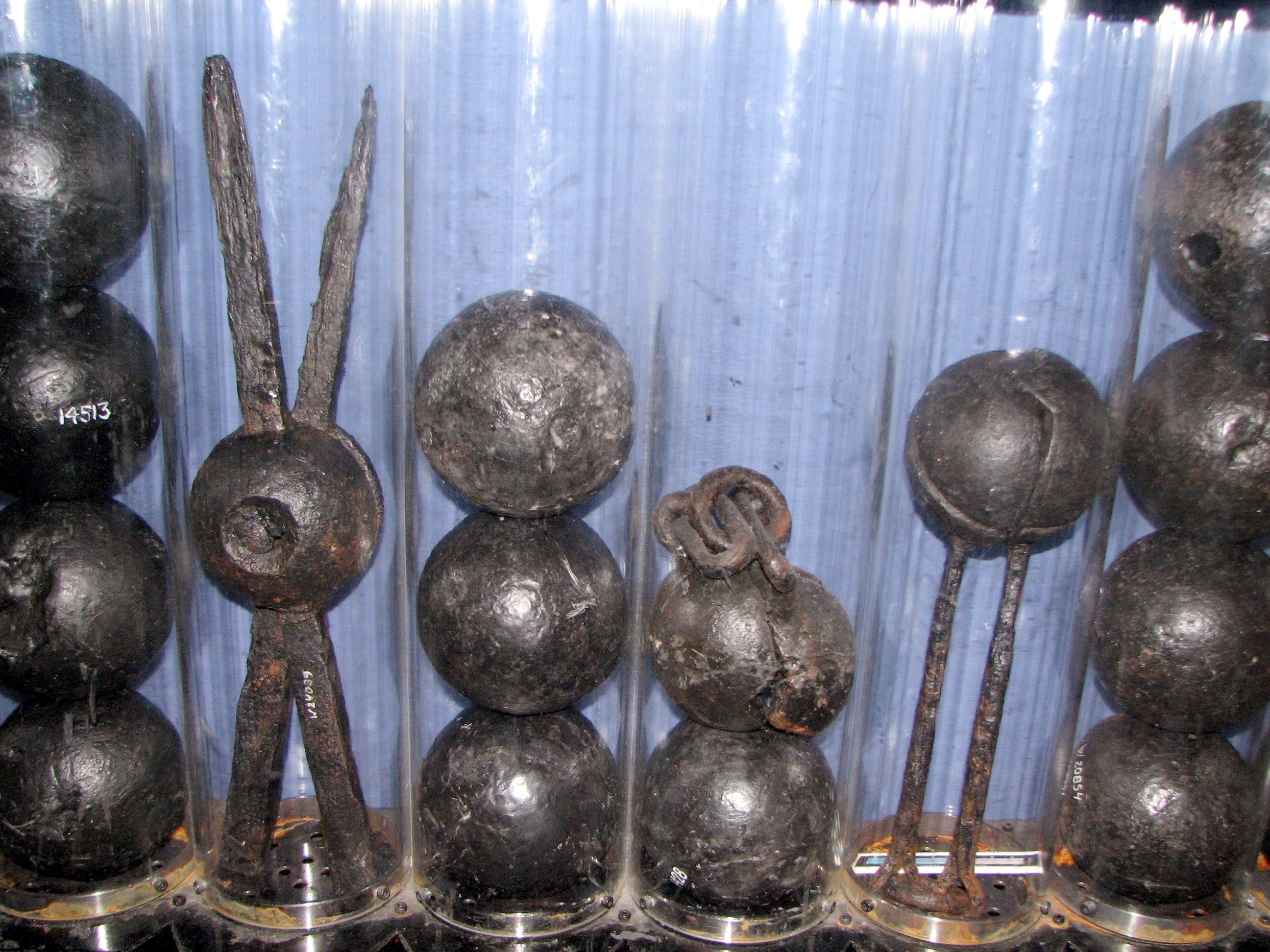
Различные типы пушечных ядер, обнаруженных на утонувшем в 1628 году шведском корабле «Ваза». Второе слева — «ножницы»

«Ножницы» — исторический тип артиллерийского снаряда (пушечного ядра), применявшийся в морской артиллерии времён парусного флота.

## Описание
Ядро данного типа состояло из двух подвижно соединённых половинок, каждая из которых включала в себя также длинный металлический штырь; такая конструкция имеет значительное визуальное сходство с обычными ножницами, из-за чего и получила своё название. За счёт штырей, действовавших подобно лезвиям, по сравнению с обычными ядрами «ножницы» наносили более значительный урон такелажу, палубным конструкциям и личному составу.